# Rodzina (ruch religijny)
Rodzina (słow. Rodina) – antykomunistyczny ruch religijny w Czechosłowacji pod koniec II wojny światowej i w okresie powojennym
Założycielem ruchu był chorwacki ksiądz jezuita Stjepan Tomislav Poglajen, który – zagrożony aresztowaniem przez Gestapo – przyjechał z NDH na Słowację. Wkrótce skupił wokół siebie grupę studentów i młodych intelektualistów. Głosił, że komunizm opanowuje Europę Środkową. Z tego względu przygotowywał swoich podopiecznych do przeciwstawienia się tej zbrodniczej ideologii. Były urządzane tajne spotkania, rekolekcje, odczyty, seminaria, obozy letnie dla katolickiej młodzieży. Ksiądz S.T. Poglajen wzorował się na katolickiej organizacji młodzieżowej Jeunesse ouvrière chrétienne, utworzonej w 1924 r. w Belgii przez księdza Josepha Cardijna. Po wkroczeniu na ziemie słowackie Armii Czerwonej w różnych miastach powstały utajnione komórki ruchu. W 1945 r. ks. S.T. Poglajen wyjechał do Azji, by prowadzić działalność misjonarską. Na początku lat 50. czechosłowacka służba bezpieczeństwa ŠtB rozbiła ruch, aresztując wielu działaczy. Jeden z nich, biskup greckokatolicki Pavol Gojdič, zmarł w więzieniu w 1960 r. W 2001 r. papież Jan Paweł II ogłosił go błogosławionym. Pod koniec lat 60. działacze „Rodziny” zostali wypuszczeni na wolność. Wielu z nich współtworzyło tzw. tajny kościół, który w latach 70. i 80. był głównym punktem religijnego oporu antykomunistycznego w Czechosłowacji.